# My Mamma Said
Singles de Aqua
Back to the 80's
(2009) Spin Me a Christmas
(2009)
Pistes de Greatest Hits
Back To The 80's Live Fast - Die Young
My Mamma Said (Ma maman a dit) est le deuxième single extrait du Greatest Hits de Aqua. Le titre a reçu la certification disque d'or au Danemark.
La chanson parle de la religion par rapport à la physique quantique. Lene (Religion) décrit la perte de sa mère par des sentiments et des émotions. René (Physique Quantique) décrit la vie comme des neutrons tournoyants, des électrons, des protons et en physique quantique le temps est non existant. Tout disparaît dans le multivers.
My Mamma Said a été écrite en septembre 2008 après avoir fini la tournée Goodbye To The Circus Tour au Danemark.
Le single est sorti le 25 juin 2009.

## Liste des titres
1. My Mamma Said (3:37)
2. My Mamma Said (Steffwell, Freisig & Dif Remix) (7:49)

## Clip vidéo
- Réalisateur: Rasmus Laumann
- Sortie: 26 octobre 2009
- Lieu: Copenhagen (Danemark) en octobre 2009
- Durée: 03:38

- Description:

C'est la vidéo la plus sombre du groupe. Les Aqua sont réunis autour d'une table et deux serveuses se tiennent debout dans l'arrière-plan. Bien que la vidéo soit en couleur, chaque objet dans la salle ainsi que les habits du groupe et des serveuses sont noirs ou blancs. Le sol est recouvert de feuilles d'automne. Le groupe incarne ici une famille qui est en deuil pour la mort de leur mère. Tandis que Søren et Claus dînent silencieusement, Lene et René, eux, échangent des paroles sur la vie après la mort. Tandis que Lene est émue par la perte de sa mère et croit dur comme fer que la religion permettra à sa mère d'accéder à la vie éternelle, René, lui, est plus terre à terre et explique que tout n'est que physique quantique. L'opposition de style va jusqu'aux cheveux et aux habits. Tandis que René est habillé sobrement (costume) et n'a pas de cheveu, car il ne voit le monde que du côté des faits physiques, Lene revêt un habit plus extravagant - toujours noir dans le cadre de la mort - et a opté pour un bandeau dans les cheveux, ces deux éléments représentant les sentiments (tristesse, désespoir, sanglots) qui peuvent éclater de ce type de situation.
C'est sans aucun doute la vidéo la plus mature d'Aqua, plus sombre que Turn Back Time, c'est le premier clip du groupe réalisé par Rasmus Lauman.

## Classements
- Danemark: 4 (4 semaines) (semaines dans les charts: 17)